# 粤港耳草
粤港耳草（学名：Hedyotis loganioides）为茜草科耳草属下的一个种。

## 扩展阅读
- 維基物種上的相關：粤港耳草